# Eutettix aequalis
Eutettix aequalis är en insektsart som beskrevs av Hepner 1942. Eutettix aequalis ingår i släktet Eutettix och familjen dvärgstritar. Utöver nominatformen finns också underarten E. a. eberneus.